# Mikołaj Pawłowicz Pac
Mikołaj Pawłowicz Pac herbu Gozdawa (ur. 1570, zm. 6 września 1624 w Padwie) – duchowny rzymskokatolicki, kanonik kapituły katedralnej wileńskiej w latach 1596-1623.

## Życiorys
Był synem Pawła kasztelana wileńskiego i Reginy Wołłowicz.
Od 1602 roku biskup tytularny metoneński i sufragan wileński, od 29 marca 1610 ordynariusz żmudzki. W 1616 roku wyznaczony został senatorem rezydentem. Odszedł ze służby 26 listopada 1618 z powodu złego stanu zdrowia.
Później podróżował do Włoch, gdzie zmarł w 1624 roku.